# Bửu Hòa
Bửu Hòa là một phường thuộc thành phố Biên Hòa, tỉnh Đồng Nai, Việt Nam.

## Địa lý
Phường Bửu Hòa nắm ở phía tây nam thành phố Biên Hòa, giáp sông Đồng Nai, cách trung tâm thành phố 2 km, có Quốc lộ 1K, Đường tỉnh 743 và đường sắt Bắc - Nam đi qua, có vị trí địa lý:
- Phía đông giáp phường Hiệp Hòa
- Phía tây giáp phường Hóa An
- Phía nam giáp và phường Bình An, thành phố Dĩ An, tỉnh Bình Dương và phường Tân Vạn
- Phía bắc giáp phường Trung Dũng qua sông Đồng Nai.

Phường Bửu Hòa có diện tích 4,18 km², dân số năm 2025 là 23.315 người, mật độ dân số đạt 5.578 người/km².

## Hành chính
Phường Bửu Hòa chia làm 5 khu phố: 1, 2, 3, 4, 5.

## Lịch sử
Ngày 28 tháng 12 năm 1984, Hội đồng Bộ trưởng ban hành Quyết định số 180-HĐBT về việc thành lập phường Bửu Hòa thuộc thành phố Biên Hòa trên cơ sở xã Bửu Hòa.